# IC 2602
IC 2602 المعروف عموما باسم الثريا الجنوبية أو عنقود القاعدة هو عنقود نحمي مفتوح قدرة الظاهري 1.9 ومن السهل رؤيته بالعين المجردة يبعد عن الأرض حوالي 547 سنة ضوئية (167.7 فرسخ فلكي) في اتجاه كوكبة القاعدة. اكتشف العنقود في 1751 من قبل نيكولاس لويس دو لكيل .يحتوي عنقود الثريا الجنوبية على حوالي أربعة وسبعين نجم وهو ثالث ألمع عنقود مفتوح في السماء بعد ثريا كوكبة الثور وعنقود القلائص وأخفت بنحو 70٪ من عنقود الثريا . وعلى غرار نظيره الشمالي، تمتد الثريا الجنوبية على مساحة كبيرة في السماء، حوالي 50 دقيقة قوسية، لذلك فمن الأفضل استخدام مناظير كبيرة أو مقراب مع عدسة واسعة الزاوية لمشاهدتة.
النجم الثنائي ثيتا القاعدة هو ألمع نجم داخل العنقود قدرة الظاهري +2.76  وجميع النجوم الأخرى داخل العنقود من القدر الخامس وأخفت. ويعتقد أن عمر العنقود نفس عمر العنقود المفتوح IC 2391 في كوكبة الشراع والذي له عمر حد استنزاف ليثيوم قدرة 50 مليون سنة على الرغم من أن العمر الحقيقي المقبول هو 13.7 مليون سنة. ويعتقد أيضا أن IC 2602 جزء محتمل من تجمع نجوم العقرب-قنطورس المترابطة القريب